# Juan Adams
Juan Alejandro Arciniega-Adams, född 16 januari 1992, är en amerikansk MMA-utövare från Houston, Texas som 2018-2020 tävlade i organisationen Ultimate Fighting Championship.

## Karriär

### UFC
Efter att ha vunnit en plats i UFC via sin DWTNCS-seger meddelade han 12 februari via twitter att hans tre raka förluster resulterat i att UFC släppt honom.

### ARES
Den 25 februari 2020 meddelades det att Adams skrivit på för den nystartade afroeuropeiska MMA-organisationen ARES Fighting Championship.

## Tävlingsfacit
| Resultat | Facit | Motståndare             | Metod               | Evenemang                            | Datum            | Rond | Tid  | Plats                   | Notering            |
| -------- | ----- | ----------------------- | ------------------- | ------------------------------------ | ---------------- | ---- | ---- | ----------------------- | ------------------- |
| Vinst    | 1–0   | Chris Rose (USA)        | TKO (slag)          | LFA 14                               | 23 juni 2017     | 1    | 1:11 | Houston, TX, USA        |                     |
| Vinst    | 2–0   | Brice Ritani-Coe (USA)  | TKO (slag)          | LFA 26                               | 3 november 2017  | 1    | 1:33 | Houston, TX, USA        |                     |
| Vinst    | 3–0   | Dwight Gipson (USA)     | TKO                 | LFA 32                               | 26 januari 2018  | 1    | 4:09 | Lake Charles, LA, USA   | Submission via slag |
| Vinst    | 4–0   | Shawn Teed (USA)        | TKO (slag)          | DWTNCS säsong 2, avsnitt 7           | 31 juli 2018     | 1    | 4:17 | Las Vegas, NV, USA      |                     |
| Vinst    | 5–0   | Chris de la Rocha (USA) | TKO (slag)          | UFC on Fox: Lee vs. Iaquinta 2       | 15 december 2018 | 3    | 0:58 | Milwaukee, WI, USA      |                     |
| Förlust  | 5–1   | Arjan Bhullar (CAN)     | Domslut (enhälligt) | UFC Fight Night: Iaquinta vs. Cowboy | 4 maj 2019       | 3    | 5:00 | Ottawa, Ontario, Kanada |                     |
| Förlust  | 5–2   | Greg Hardy (USA)        | TKO (slag)          | UFC on ESPN: dos Anjos vs. Edwards   | 20 juli 2019     | 1    | 0:25 | San Antonio, TX, USA    |                     |
| Förlust  | 5–3   | Justin Tafa (NZL)       | TKO (slag)          | UFC 247                              | 8 februari 2020  | 1    | 1:59 | Houston, TX, USA        |                     |

### Amatörfacit
| Resultat | Facit | Motståndare           | Metod      | Evenemang  | Datum             | Rond | Tid  | Plats           | Notering |
| -------- | ----- | --------------------- | ---------- | ---------- | ----------------- | ---- | ---- | --------------- | -------- |
| Vinst    | 1–0   | Jordan Zendejas (USA) | TKO (slag) | Fury FC 12 | 10 september 2016 | 2    | 1:24 | Humble, TX, USA |          |